# ميتال سمفوني
الميتال السِمفوني Symphonic Metal هو أحد أنواع موسيقى الميتال والذي يتميز باستعارة عناصر سمفونية فيه من الموسيقى الكلاسيكية مثلاً باستخدام البيانو أو الإيتار العادي وليس الكهربائي وعادة باستخدام صوت نسائي أوبرالي كمغني رئيسي.
كما يستعمل مصطلح سِمفوني مع بعض أنواع موسيقى الميتال الأخرى للدلالة على ادخال بعض العناصر السِمفونية إلى ذلك النوع من الميتال.
من أهم الأنماط الموسيقية التي تؤثر في الميتال السِمفوني: غوثيك ميتال، ميتال القوة، والموسيقى الكلاسيكية. من أشهر الفرق في هذا النمط: نايتويش Nightwish الفينلندية، ثيريون Therion السويدية، هاجارد Haggard الألمانية، إبيكا Epica الهولندية. وتعتبر فرقة ثيريون من الفرق التي ساهمت بشكل كبير بنشوء هذا النوع من الموسيقى.